# Perle d'Allah

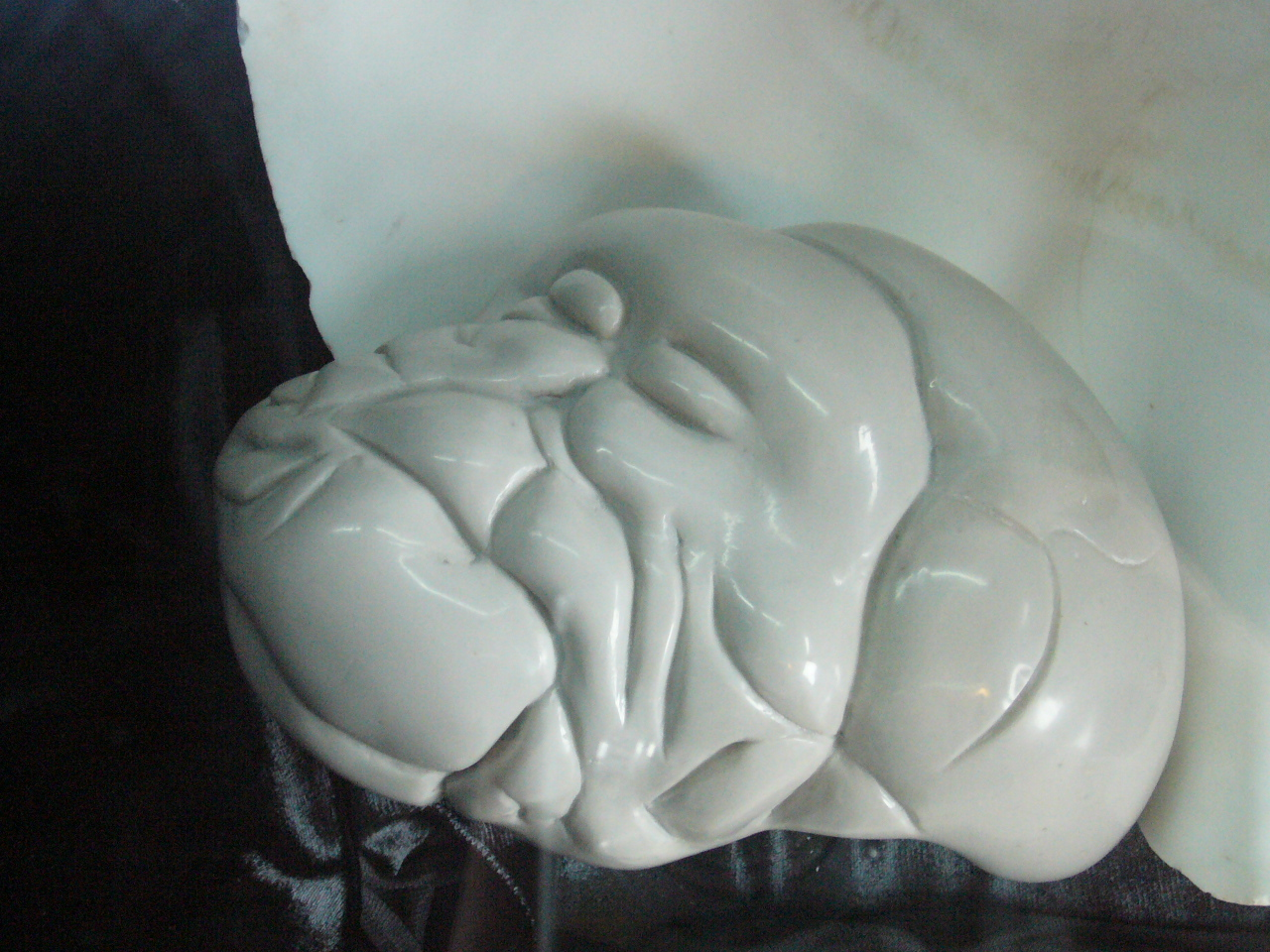
Copie de la perle d'Allah du musée océanographique, Aquarium Finisterrae à La Corogne en Espagne.

La perle d'Allah, parfois appelée perle de Lao Tseu, était la plus grosse perle jamais découverte jusqu'en 2016 (année de la découverte de la perle de Puerto). Elle fut pêchée le 7 mai 1934 au large de Palawan, aux Philippines. Son découvreur se noya, mais elle fut repêchée, et l'émir de l'île lui donna le nom de « perle d'Allah ». Elle pèse 128 000 grains (soit 6,4 kilogrammes environ), et est irrégulière d'aspect. Elle a été produite par un mollusque du genre Tridacna, ou bénitier.
Wilburn Dowell Cobb sauve la vie du fils de l'émir en 1939, et la reçoit en remerciement. Ses héritiers la vendent 1 million de francs au bijoutier Peter Hoffman en 1980 ; elle est estimée en 1982 à 240 millions de francs. En 2006, elle est estimée à 61 850 000 de dollars américains.